# El ángel de la bicicleta (canción)
«El ángel de la bicicleta» es una canción compuesta por Luis Gurevich e interpretada por el cantante León Gieco. Es la quinta canción de su álbum de estudio de 2005, Por favor, perdón y gracias. La canción es un homenaje a Claudio Pocho Lepratti, un militante social de la ciudad de Rosario, quien fue asesinado por miembros de la Policía de Santa Fe en el medio de las protestas sociales ocurridas en el país durante la crisis de diciembre de 2001.

## Significado
La canción es una cumbia compuesta por el pianista Luis Gurevich en homenaje a Pocho Lepratti un joven militante social que durante la gravísima crisis del 2001 se desempeñaba como auxiliar de cocina en el comedor de la escuela número 756 'José M. Serrano' de Las Flores, en un barrio de clase baja del sudoeste rosarino y resultó asesinado durante un allanamiento hecho por parte de la policía santafesina.
Músicos del grupo Pibes Chorros acompañan la obra, tocando el teclado característico de la cumbia villera, y el bajo. En la misma se modifica lo que gritaba Lepratti al ser ejecutado, eliminando los insultos y agregándole una mención a los niños que se hallaban en el lugar. De ese modo, el 

¡Dejen de tirar, manga de hijos de p***.

en la canción se ve transformado en:

¡Bajen las armas, que aquí solo hay pibes comiendo!

La canción fue versionada por el grupo argentino Attaque 77 en el disco homenaje Gieco querido! Cantando al león. Posteriormente, la banda Vocal de los Pueblos le rindió homenaje incluyendo su propia versión en el CD Un extraño brillo en la mirada.